# تشارلي روبيسون (مغن مؤلف)
تشارلي روبيسون (بالإنجليزية: Charlie Robison)‏ هو مغن مؤلف أمريكي، ولد في 1 سبتمبر 1964.

## وصلات خارجية
- تشارلي روبنسون على موقع IMDb (الإنجليزية)
- تشارلي روبنسون على موقع ميوزك برينز (الإنجليزية)
- تشارلي روبنسون على موقع أول ميوزيك (الإنجليزية)
- تشارلي روبنسون على موقع ديسكوغز (الإنجليزية)
- تشارلي روبنسون على موقع قاعدة بيانات الفيلم (الإنجليزية)